# Südafrikanische Cricket-Nationalmannschaft in England in der Saison 1947
Die Tour der südafrikanischen Cricket-Nationalmannschaft nach England in der Saison 1947 fand vom 7. Juni bis zum 20. August 1947 statt. Die internationale Cricket-Tour war Bestandteil der Internationalen Cricket-Saison 1947 und umfasste fünf Tests. England gewann die Serie 3–0.

## Vorgeschichte
Für beide Mannschaften war es die erste Tour der Saison.
Das letzte Aufeinandertreffen der beiden Mannschaften bei einer Tour fand in der Saison 1938/39 in Südafrika statt.

## Stadien
Die folgenden Stadien wurden für die Tour als Austragungsort vorgesehen.
| Stadion                     | Stadt      | Kapazität | Spiele  |
| --------------------------- | ---------- | --------- | ------- |
| Headingley Stadium          | Leeds      | 17.000    | 4. Test |
| The Oval                    | London     | 23.500    | 5. Test |
| Lord’s Cricket Ground       | London     | 30.000    | 2. Test |
| Old Trafford Cricket Ground | Manchester | 19.000    | 3. Test |
| Trent Bridge                | Nottingham | 15.350    | 1. Test |

## Kaderlisten
Die Mannschaften benannten die folgenden Kader.
| Test | Test |
| England | Südafrika |
| --- | --- |
| - Norman Yardley (K) - Charlie Barnett - Alec Bedser - Harold Butler - Denis Compton - Sam Cook - Bill Copson - Ken Cranston - Tom Dollery - Bill Edrich - Godfrey Evans (wk) - Cliff Gladwin - Eric Hollies - Dick Howorth - Leonard Hutton - Jack Martin - George Pope - Jack Robertson - Cyril Washbrook - Doug Wright - Jack Young | - Alan Melville (K) - Ossie Dawson - Dennis Dyer - George Fullerton (wk) - Tony Harris - Johnny Lindsay (wk) - Tufty Mann - Bruce Mitchell - Dudley Nourse - Jack Plimsoll - Athol Rowan - Ian Smith - Lindsay Tuckett - Ken Viljoen |

## Tests

### Erster Test in Nottingham
| 7. – 11. Juni Scorecard | Nottingham | Südafrika 533 (196.3) & 166-1 (51) | – | England 208 (113.1) & 551 (226.2) (f/o) |
|                         |            | Remis                              |   |                                         |

Südafrika gewann den Münzwurf und entschied sich als Schlagmannschaft zu beginnen.

### Zweiter Test in London
| 21. – 25. Juni Scorecard | London (Lord’s) | England 554-8d (215) & 26-0 (12.1) | – | Südafrika 327 (142.2) & 252 (127.2) (f/o) |
|                          |                 | England gewinnt mit 10 Wickets     |   |                                           |

England gewann den Münzwurf und entschied sich als Schlagmannschaft zu beginnen.

### Dritter Test in Manchester
| 5. – 9. Juli Scorecard | Manchester | Südafrika 339 (166.1) & 267 (84.4) | – | England 478 (151.3) & 130-3 (36.5) |
|                        |            | England gewinnt mit 7 Wickets      |   |                                    |

Südafrika gewann den Münzwurf und entschied sich als Schlagmannschaft zu beginnen.

### Vierter Test in Leeds
| 26. – 29. Juli Scorecard | Leeds | Südafrika 175 (97.1) & 184 (80) | – | England 317-7d (154) & 47-0 (15.4) |
|                          |       | England gewinnt mit 10 Wickets  |   |                                    |

Südafrika gewann den Münzwurf und entschied sich als Schlagmannschaft zu beginnen.

### Fünfter Test in London
| 16. – 20. August Scorecard | London (Oval) | England 427 (190) & 325-6d (77) | – | Südafrika 302 (131) & 423-7 (141) |
|                            |               | Remis                           |   |                                   |

England gewann den Münzwurf und entschied sich als Schlagmannschaft zu beginnen.

## Statistiken
Die folgenden Cricketstatistiken wurden bei dieser Tour erzielt.
| Tests           | Tests      | Tests   | Tests   | Tests   | Tests   | Tests   | Tests   | Tests   |
| Batting         | Batting    | Batting | Batting | Batting | Batting | Batting | Batting | Batting |
| Spieler         | Mannschaft | Spiele  | Innings | Runs    | Average | HS      | 100s    | 50s     |
| --------------- | ---------- | ------- | ------- | ------- | ------- | ------- | ------- | ------- |
| Denis Compton   | England    | 5       | 8       | 753     | 94,12   | 208     | 4       | 2       |
| Dudley Nourse   | Südafrika  | 5       | 9       | 621     | 69,00   | 149     | 2       | 5       |
| Bruce Mitchell  | Südafrika  | 5       | 10      | 597     | 66,33   | 189*    | 2       | 3       |
| Alan Melville   | Südafrika  | 5       | 10      | 569     | 63,22   | 189     | 3       | 1       |
| Bill Edrich     | England    | 4       | 6       | 552     | 110,40  | 191     | 2       | 2       |
| Bowling         |            |         |         |         |         |         |         |         |
| Spieler         | Mannschaft | Spiele  | Overs   | Wickets | Average | BBI     | 5W      | 10W     |
| Doug Wright     | England    | 4       | 183.2   | 19      | 25,47   | 5/80    | 2       | 1       |
| Bill Edrich     | England    | 4       | 134.5   | 16      | 23,12   | 4/77    | 0       | 0       |
| Tufty Mann      | Südafrika  | 5       | 329.5   | 15      | 40,20   | 4/68    | 0       | 0       |
| Lindsay Tuckett | Südafrika  | 5       | 252.0   | 15      | 44,26   | 5/68    | 2       | 0       |
| Athol Rowan     | Südafrika  | 5       | 254.2   | 12      | 55,91   | 3/92    | 0       | 0       |